# Ingrisma burmanica
Ingrisma burmanica är en skalbaggsart som beskrevs av Miksic 1977. Ingrisma burmanica ingår i släktet Ingrisma och familjen Cetoniidae. Inga underarter finns listade i Catalogue of Life.